# Siebert Rudolph van Franck
Siebert Rudolph van Frank (Heusden, 23 september 1794 - 's-Gravenhage, 1 december 1867) was een Nederlands conservatief marine-officier, die negen jaar lid was van de Tweede Kamer der Staten-Generaal.
Siebert (ook wel Sibert) Rudolph van Franck was een zoon van een luitenant bij de huzaren, Philipp Heinrich Christoph van Franck, en Elisabeth van Hulsteijn. Hij doorliep een carrière bij de marine, waar hij onder meer commandant was van het Zr.Ms. stoomschip Suriname en het Zr.Ms. stoomschip Cerberus. Daarna werd hij aan wal gestationeerd - eerst als equipagemeester en waarnemend directeur van 's Rijks werf te Rotterdam, later als Directeur der Marine in Amsterdam. Hij zou uiteindelijk in 1950 de titulaire rang schout-bij-nacht verwerven.
Van 1853 tot 1862 was Van Franck lid van de Tweede Kamer, waar hij zich conservatief opstelde, en bijna uitsluitend over marine- en militaire aangelegenheden sprak. In 1860/1861 was hij lid van de parlementaire enquêtecommissie toestand van de zeemacht. Na bij de voorgaande verkiezingen in 1853, 1854 en 1858 steeds in de eerste ronde te zijn gekozen, werd hij in 1862 niet herkozen.
Hij trouwde met de Spaanse Antonia Maria Valls, die in 1842 in Kralingen overleed door verdrinking. 2,5 jaar later hertrouwde hij met Christina Johanna Haan in Rotterdam. In 1831 werd Van Franck, toen nog commandant van het stoomschip Suriname, benoemd tot Ridder vierde klasse in de hoogste Nederlandse ridderorde, de Militaire Willems-Orde. In 1846 werd hij daarnaast benoemd tot Ridder in de Orde van de Nederlandse Leeuw.